# 路傍樹
路傍樹（ろぼうじゅ）とは、道路上に生えている樹木のこと。
道路をつくってから並木として植えられた木ではなく、道路ができる前から生えていてなんらかの理由で切られずに残された木のことである。一般に、街路にあれば街路樹とも呼ばれる。
その土地の寺社等の神木だったので、残されたものは多い。
日本全国にたくさんあり、たとえば大阪市内には20以上の路傍樹があると言われている。
路傍樹に似たものとして、京阪本線萱島駅の駅舎に生えている（ホーム・屋根を貫通）クスノキがある。